# Gingham Check
„Gingham Check” (jap. ギンガムチェック) – dwudziesty siódmy singel japońskiego zespołu AKB48, wydany w Japonii 29 sierpnia 2012 roku przez You! Be Cool.
Singel został wydany w pięciu edycjach: dwóch regularnych i dwóch limitowanych (Type A, Type B) oraz „teatralnej” (CD). Osiągnął 1 pozycję w rankingu Oricon i pozostał na liście przez 30 tygodni, sprzedał się w nakładzie 1 316 240 egzemplarzy. Singel zdobył status płyty Milion.

## Lista utworów
Wszystkie utwory zostały napisane przez Yasushiego Akimoto.

### Type A
| CD  |                                                                                    |                                                                                    |                                                                                    |      |
| Nr  | Tytuł                                                                              | Kompozycja                                                                         | Aranżacja                                                                          | Czas |
| 1.  | „Gingham Check” (jap. ギンガムチェック)                                            | Yūsuke Itagaki                                                                     | Yūsuke Itagaki                                                                     | 5:27 |
| 2.  | „Yume no kawa” (jap. 夢の河)                                                       | Katsuhiko Sugiyama                                                                 | Katsuhiko Sugiyama, Tatsurō Ariki                                                  | 4:35 |
| 3.  | „Do Re Mi Fa onchi” (jap. ドレミファ音痴) (wyk. Next Girls)                        | Yoshimasa Inoue                                                                    | Yoshimasa Inoue                                                                    | 4:36 |
| 4.  | „Gingham Check” (jap. ギンガムチェック) (off vocal ver.)                           | Yūsuke Itagaki                                                                     | Yūsuke Itagaki                                                                     | 5:27 |
| 5.  | „Yume no kawa” (jap. 夢の河) (off vocal ver.)                                      | Katsuhiko Sugiyama                                                                 | Katsuhiko Sugiyama, Tatsurō Ariki                                                  | 4:35 |
| 6.  | „Do Re Mi Fa onchi” (jap. ドレミファ音痴) (off vocal ver.)                         | Yoshimasa Inoue                                                                    | Yoshimasa Inoue                                                                    | 4:36 |
| DVD |                                                                                    |                                                                                    |                                                                                    |      |
| Nr  | Tytuł                                                                              | Tytuł                                                                              | Tytuł                                                                              | Czas |
| 1.  | „Gingham Check” (jap. ギンガムチェック) (Music Video)                              | „Gingham Check” (jap. ギンガムチェック) (Music Video)                              | „Gingham Check” (jap. ギンガムチェック) (Music Video)                              |      |
| 2.  | „Yume no kawa” (jap. 夢の河) (Music Video)                                         | „Yume no kawa” (jap. 夢の河) (Music Video)                                         | „Yume no kawa” (jap. 夢の河) (Music Video)                                         |      |
| 3.  | „Do Re Mi Fa onchi” (jap. ドレミファ音痴) (Music Video)                            | „Do Re Mi Fa onchi” (jap. ドレミファ音痴) (Music Video)                            | „Do Re Mi Fa onchi” (jap. ドレミファ音痴) (Music Video)                            |      |
| 4.  | „27th Single senbatsu sōsenkyo Document” (jap. 27thシングル選抜総選挙ドキュメント) | „27th Single senbatsu sōsenkyo Document” (jap. 27thシングル選抜総選挙ドキュメント) | „27th Single senbatsu sōsenkyo Document” (jap. 27thシングル選抜総選挙ドキュメント) |      |

### Type B
| CD  | | | |      |
| Nr  | Tytuł | Kompozycja | Aranżacja | Czas |
| 1.  | „Gingham Check” (jap. ギンガムチェック)                                                                                       | Yūsuke Itagaki | Yūsuke Itagaki | 5:27 |
| 2.  | „Nante Bohemian” (jap. なんてボヘミアン) (wyk. Under Girls)                                                                   | Yoshimasa Inoue | Yoshimasa Inoue | 3:40 |
| 3.  | „Show fight!” (wyk. Future Girls)                                                                                             | Takafumi Iwasaki | Takafumi Iwasaki | 3:49 |
| 4.  | „Gingham Check” (jap. ギンガムチェック) (off vocal ver.)                                                                      | Yūsuke Itagaki | Yūsuke Itagaki | 5:27 |
| 5.  | „Nante Bohemian” (jap. なんてボヘミアン) (off vocal ver.)                                                                     | Yoshimasa Inoue | Yoshimasa Inoue | 3:40 |
| 6.  | „Show fight!” (off vocal ver.)                                                                                                | Takafumi Iwasaki | Takafumi Iwasaki | 3:49 |
| DVD | | | |      |
| Nr  | Tytuł | Tytuł | Tytuł | Czas |
| 1.  | „Gingham Check” (jap. ギンガムチェック) (Music Video)                                                                         | „Gingham Check” (jap. ギンガムチェック) (Music Video)                                                                         | „Gingham Check” (jap. ギンガムチェック) (Music Video)                                                                         |      |
| 2.  | „Nante Bohemian” (jap. なんてボヘミアン) (Music Video)                                                                        | „Nante Bohemian” (jap. なんてボヘミアン) (Music Video)                                                                        | „Nante Bohemian” (jap. なんてボヘミアン) (Music Video)                                                                        |      |
| 3.  | „Show fight!” (Music Video)                                                                                                   | „Show fight!” (Music Video)                                                                                                   | „Show fight!” (Music Video)                                                                                                   |      |
| 4.  | AKB48 Group Members ni yoru „Jidori-dzuri kōza”” (jap. AKB48 グループメンバーによる『自撮り・釣り講座』) (Music Video)        | AKB48 Group Members ni yoru „Jidori-dzuri kōza”” (jap. AKB48 グループメンバーによる『自撮り・釣り講座』) (Music Video)        | AKB48 Group Members ni yoru „Jidori-dzuri kōza”” (jap. AKB48 グループメンバーによる『自撮り・釣り講座』) (Music Video)        |      |
| 5.  | „AKB 48 Group Members ni yoru „Jidori-dzuri shashin Gallery”” (jap. AKB48 グループメンバーによる『自撮り釣り写真ギャラリー』) | „AKB 48 Group Members ni yoru „Jidori-dzuri shashin Gallery”” (jap. AKB48 グループメンバーによる『自撮り釣り写真ギャラリー』) | „AKB 48 Group Members ni yoru „Jidori-dzuri shashin Gallery”” (jap. AKB48 グループメンバーによる『自撮り釣り写真ギャラリー』) |      |

### Wer. teatralna
| CD |                                                            |                    |                                   |      |
| Nr | Tytuł                                                      | Kompozycja         | Aranżacja                         | Czas |
| 1. | „Gingham Check” (jap. ギンガムチェック)                    | Yūsuke Itagaki     | Yūsuke Itagaki                    | 5:27 |
| 2. | „Yume no kawa” (jap. 夢の河)                               | Katsuhiko Sugiyama | Katsuhiko Sugiyama, Tatsurō Ariki | 4:35 |
| 3. | „Ano hi no fūrin” (jap. あの日の風鈴) (wyk. Waiting Girls) | Katsuhiko Sugiyama | Katsuhiko Sugiyama, Tatsurō Ariki | 4:25 |
| 4. | „Gingham Check” (jap. ギンガムチェック) (off vocal ver.)   | Yūsuke Itagaki     | Yūsuke Itagaki                    | 5:27 |
| 5. | „Yume no kawa” (jap. 夢の河) (off vocal ver.)              | Katsuhiko Sugiyama | Katsuhiko Sugiyama, Tatsurō Ariki | 4:35 |
| 6. | „Ano hi no fūrin” (jap. あの日の風鈴) (off vocal ver.)     | Katsuhiko Sugiyama | Katsuhiko Sugiyama, Tatsurō Ariki | 4:25 |

## Skład zespołu
Członkinie, które wzięły udział w nagraniu singla, zostały wybrane w drodze głosowania:
| „Gingham Check” |
| --- |
| - Team A: Haruna Kojima, Mariko Shinoda, Minami Takahashi - Team K: Yūko Ōshima (środek), Tomomi Itano, Ayaka Umeda, Minami Minegishi, Sae Miyazawa, Yui Yokoyama - Team B: Tomomi Kasai, Yuki Kashiwagi, Rie Kitahara, Mayu Watanabe - SKE48 Team S / AKB48 Team K: Jurina Matsui - SKE48 Team S: Rena Matsui - HKT48 Team H: Rino Sashihara |

| „Yume no kawa” |
| --- |
| Piosenka na ukończenie członkostwa Atsuko Maedy w zespole. - Team A: Atsuko Maeda (środek), Haruna Kojima, Mariko Shinoda, Minami Takahashi - Team K: Tomomi Itano, Yūko Ōshima, Minami Minegishi - Team B: Yuki Kashiwagi, Mayu Watanabe - SKE48 Team S / AKB48 Team K: Jurina Matsui |

| „Nante Bohemian” |
| --- |
| - Team A: Aki Takajō (środek), Asuka Kuramochi - Team K: Sayaka Akimoto - Team B: Amina Satō, Yuka Masuda - Team 4: Haruka Shimazaki - SKE48 Team S: Masana Ōya, Yuria Kizaki, Akari Suda, Kumi Yagami - SKE48 Team KII: Shiori Ogiso, Akane Takayanagi, Sawako Hata, Airi Furukawa - NMB48 Team N / AKB48 Team B: Miyuki Watanabe - NMB48 Team N: Sayaka Yamamoto |

| „Do Re Mi Fa onchi” |
| --- |
| - Team A: Misaki Iwasa (środek), Haruka Katayama, Haruka Nakagawa, Chisato Nakata, Sayaka Nakaya, Ami Maeda - Team K: Reina Fujie - Team B: Kana Kobayashi, Miho Miyazaki - Team 4: Yuka Tano, Mariya Nagao - SKE48 Team KII: Manatsu Mukaida - SKE48 Kenkyūsei: Matsumura Kaori - NMB48 Team N: Aina Fukumoto, Nana Yamada - HKT48 Team H: Sakura Miyawaki |

| „Show fight!” |
| --- |
| - Team A: Aika Ōta, Shizuka Oya - Team K: Ayaka Kikuchi, Moeno Nito, Sakiko Matsui - Team B: Haruka Ishida, Mika Komori, Sumire Satō - Team 4: Miori Ichikawa, Mina Ōba, Suzuran Yamauchi - Team Kenkyūsei: Tomu Mutō (środek) - SKE48 Team S: Yuka Nakanishi - SKE48 Team KII: Miki Yakata - SKE48 Team E: Kanon Kimoto - NMB48 Team N: Mayu Ogasawara |

| „Ano hi no fūrin” |
| --- |
| - Team A: Natsumi Matsubara - Team K: Mayumi Uchida, Miku Tanabe, Tomomi Nakatsuka, Misato Nonaka - Team B: Natsuki Satō, Shihori Suzuki, Mariya Suzuki, Rina Chikano - Team 4: Maria Abe, Anna Iriyama, Karen Iwata, Rena Kato, Rina Kawaei, Haruka Shimada, Juri Takahashi, Miyu Takeuchi, Shiori Nakamata, Mariko Nakamura - AKB48 Team Placement Undecided: Rina Izuta, Natsuki Kojima, Marina Kobayashi, Wakana Natori, Nana Fujita, Ayaka Morikawa - AKB48 Kenkyūsei: Moe Aigasa, Maika Amemiya, Saho Iwatate, Ayano Umeta, Ryōka Ōshima, Ayaka Okada, Shiori Kita, Saki Kitazawa, Erena Saeed-Yokota, Yukari Sasaki, Ayana Shinozaki, Yurina Takashima, Haruna Hasegawa, Rina Hirata, Kaoru Mitsumune, Yuiri Murayama, Shinobu Mogi, Sakura Moriyama, Nene Watanabe - SKE48 Team S: Rumi Kato, Yukiko Kinoshita, Mizuki Kuwabara, Shiori Takada, Aki Deguchi, Kanako Hiramatsu - SKE48 Team KII: Riirina Akeda, Riho Abiru, Anna Ishida, Tomoko Kato, Risako Goto, Seira Sato, Mieko Sato, Rina Matsumoto, Rieka Yamada - SKE48 Team E: Kyoka Isohara, Kasumi Ueno, Madoka Umemoto, Shiori Kaneko, Ami Kobayashi, Mei Sakai, Aya Shibata, Yumana Takagi, Mai Takeuchi, Rika Tsuzuki, Minami Hara, Yukari Yamashita - SKE48 Kenkyūsei: Shiori Iguchi, Narumi Ichino, Asana Inuzuka, Tsugumi Iwanaga, Mikoto Uchiyama, Yūna Ego, Arisa Ōwaki, Risa Ogino, Momona Kitō, Emiri Kobayashi, Makiko Saitō, Nanako Suga, Sayaka Niidoi, Miki Hioki, Mizuki Fujimoto, Haruka Futamura, Nao Furuhata, Honoka Mizuno, Ami Miyamae, Mizuho Yamada - NMB48 Team N: Kanako Kadowaki, Rika Kishino, Haruna Kinoshita, Riho Kotani, Rina Kondō, Kanna Shinohara, Kei Jōnishi, Miru Shiroma, Shiori Matsuda, Yūki Yamaguchi, Akari Yoshida - NMB48 Team M: Riona Ōta, Ayaka Okita, Rena Kawakami, Momoka Kinoshita, Rena Shimada, Eriko Jō, Yui Takano, Airi Tanigawa. Ayame Hikawa, Runa Fujita, Mao Mita, Ayaka Murakami, Sae Murase, Fūko Yagura, Natsumi Yamagishi, Keira Yogi - NMB48 Kenkyūsei: Hono Akazawa, Hono Akazawa, Yuki Azuma, Anri Ishizuka, Yūmi Ishida, Anna Ijiri, Mirei Ueda, Mizuki Uno, Mako Umehara, Yūri Ōta, Yūka Katō, Emika Kamieda, Konomi Kusaka, Rina Kushiro, Hazuki Kurokawa, Saki Kōno, Narumi Koga, Rikako Kobayashi, Arisa Koyanagi, Sorai Satō, Nanami Sasaki, Riko Takayama, Sora Tōgō, Hiromi Nakagawa, Rurina Nishizawa, Momoka Hayashi, Riko Hisada, Arisa Miura, Kanako Muro, Shū Yabushita, Tsubasa Yamauchi, Hitomi Yamamoto - HKT48 Team H: Chihiro Anai, Nao Ueki, Serina Kumazawa, Haruka Kodama, Yui Komori, Yuki Shimono, Yūko Sugamoto, Natsumi Tanaka, Airi Taniguchi, Chiyori Nakanishi, Natsumi Matsuoka, Anna Murashige, Aoi Motomura, Madoka Moriyasu, Haruka Wakatabe - HKT48 Kenkyūsei: Kyōka Abe, Mina Imada, Sayaka Etō, Ayaka Nakanishi, Maiko Fukagawa |

## Notowania
| Lista                                      | Pozycja |
| ------------------------------------------ | ------- |
| Oricon Weekly Singles Chart                | 1       |
| Oricon Yearly Singles Chart                | 3       |
| Billboard Japan Hot 100                    | 1       |
| Billboard Japan Hot Singles Sales          | 1       |
| Billboard Japan Hot Top Airplay            | 3       |
| Billboard Japan Adult Contemporary Airplay | 5       |

## Wersja JKT48
Grupa JKT48 wydała własną wersję piosenki jako szósty singel, pt. Gingham Check. Ukazał się 11 czerwca 2014 roku w dwóch edycjach: regularnej (CD+DVD) i „teatralnej” (CD).

### Lista utworów
Wer. regularna
| CD  |                                                          |                                                 |      |
| Nr  | Tytuł                                                    | Oryginalna piosenka                             | Czas |
| 1.  | „Gingham Check”                                          | „Gingham Check”                                 | 5:25 |
| 2.  | „Utsukushii Inazuma –Kilat yang Indah–”                  | „Utsukushii inazuma”                            | 4:43 |
| 3.  | „Kondo Koso Ecstasy –Kali ini Ecstasy–”                  | „Kondo koso Ecstasy”                            | 3:17 |
| 4.  | „Boku wa Ganbaru –Aku Akan Berjuang–”                    | „Boku wa ganbaru”                               | 4:29 |
| 5.  | „Sakura no Hanabiratachi –Kelopak-kelopak Bunga Sakura–” | „Sakura no hanabiratachi”                       | 5:17 |
| 6.  | „Gingham Check –English Version–” (wer. angielska)       | „Gingham Check”                                 | 5:23 |
| DVD |                                                          |                                                 |      |
| Nr  | Tytuł                                                    | Tytuł                                           | Czas |
| 1.  | „Gingham Check” (Music Video)                            | „Gingham Check” (Music Video)                   |      |
| 2.  | „Gingham Check” (Music Video Behind The Scenes)          | „Gingham Check” (Music Video Behind The Scenes) |      |

Wer. „teatralna”
| Nr | Tytuł                                                    | Oryginalna piosenka       | Czas |
| -- | -------------------------------------------------------- | ------------------------- | ---- |
| 1. | „Gingham Check”                                          | „Gingham Check”           | 5:25 |
| 2. | „Utsukushii Inazuma –Kilat yang Indah–”                  | „Utsukushii inazuma”      | 4:43 |
| 3. | „Kondo Koso Ecstasy –Kali ini Ecstasy–”                  | „Kondo koso Ecstasy”      | 3:17 |
| 4. | „Boku wa Ganbaru –Aku Akan Berjuang–”                    | „Boku wa ganbaru”         | 4:29 |
| 5. | „Sakura no Hanabiratachi –Kelopak-kelopak Bunga Sakura–” | „Sakura no hanabiratachi” | 5:17 |

## Inne wersje
- Grupa SNH48 wydała własną wersję tytułowej piosenki, pt. „Hēibái gézi qún” (chn. 黑白格子裙), na czwartym minialbumie Heart Electric w 2014 roku.